# Stanislao Caboni
Stanislao Caboni (Cagliari, 5 maggio 1795 – Cagliari, 4 maggio 1880) è stato un politico italiano.

## Biografia
Fu Deputato del Regno di Sardegna per due legislature, e Deputato del Regno d'Italia nell'VIII legislatura.